# 250 карбованців
Двісті п'ятдесят карбованців — номінал грошових купюр, що випускалися Українською Народною Республікою у 1919 році, а також виготовлених, але не випущених в обіг Національним банком України у 1991 році.

## Банкнота 1918 року
Банкнота випущена у серпні 1919 року Директорією Української Народної Республіки. Друкувалася в Кам'янці-Подільському.
На лицьовій стороні — написи «Українська держава», «знак Державної скарбниці» на тлі рослинного орнаменту: у центрі банкноти — тризуб. Ліворуч і праворуч від нього номінал цифрами.

На зворотному боці тризуб, номінал, інформація Державної скарбниці на тлі рослинного орнаменту.

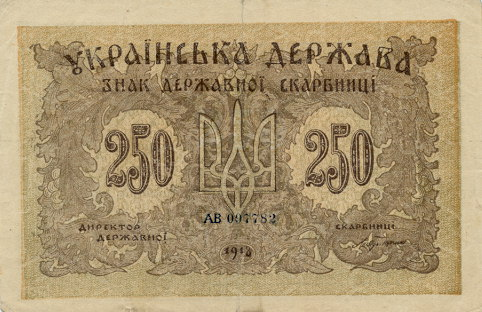
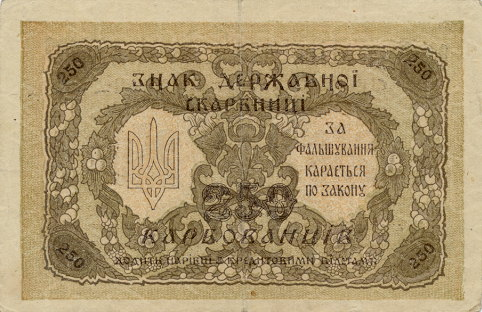

## Банкнота 1991 року
Банкноти номіналом 250 карбованців були виготовлені на Спеціальній банківській друкарні у Франції 1991 року.
Банкноти друкувалися на білому папері. Розмір банкнот становив: довжина 105 мм, ширина — 53 мм. Водяний знак — «паркет».
На аверсному боці банкноти в центральній частині зліва розміщено скульптурне зображення Либеді з Пам'ятного знака на честь заснування Києва. З правого боку на банкноті містяться написи Україна, Купон, 250 карбованців, Національний банк України та рік випуску — 1991.
На зворотному боці банкноти розміщено гравюрне зображення Софійського собору у Києві та в кожному з кутів позначено номінал купюри. Переважаючі кольори по обидва боки — 8 різновидів кольорів: червоний, помаранчевий, коричневий, оливковий, бірюзовий, блакитний, синій, фіолетовий.
Банкнота не була введена в обіг.